# Abraham Kaau Boerhaave
Abraham Kaau Boerhaave (även Abrahamus och Kauuw Boerhaave), född den 5 januari 1715 i 's-Gravenhage i Republiken Förenade Nederländerna (nu den Haag i Nederländerna), död 14 juli 1758 i Sankt Petersburg i Ryssland, var en nederländsk läkare som 1746 flyttade till Ryssland. Han var från 1448 professor i anatomi och fysiologi vid Rysslands Vetenskapsakademi i S:t Petersburg..
Han var son till läkaren Jacob Kaau (1658–1728) och Margariet Boerhaave (1670–1754) och studerade vid Leidens universitet för sin morbror, den kände Herman Boerhaave. Under sin studietid, vid 21 års ålder 1736, förlorade han plötsligt hörseln, men han disputerade trots detta i medicin 1738. Han verkade därefter som apotekare, tills han 1746 följde efter sin bror Herman till Ryssland. Bland Abraham Kaau Boerhaaves kända verk finns Perspiratio Hippocrati dicta anatomice illustrata (Leiden 1738) och Impetum faciens dictum Hippocrati per corpus conscentiens cet (Leiden 1745).